# Ernst Bachrich
 (mai 2024).
Si vous disposez d'ouvrages ou d'articles de référence ou si vous connaissez des sites web de qualité traitant du thème abordé ici, merci de compléter l'article en donnant les références utiles à sa vérifiabilité et en les liant à la section « Notes et références ».
Ernst Emanuel Bachrich, né le 30 mai 1892 à Vienne, alors en Autriche-Hongrie − mort le 10 juillet ou le 11 juillet 1942 au camp de Majdanek, est un pianiste, compositeur, accompagnateur et chef d'orchestre autrichien.
Il a composé des œuvres pour piano, de la musique de chambre et des Lieder.